# Carlo Mazzoni (attore)
Carlo Mazzoni, noto come Carlo Mazzaroni (fl. XX secolo), è stato un attore, giornalista e sceneggiatore italiano.

## Biografia
Dopo alcune esperienze su riviste minori, nel 1936 iniziò a scrivere recensioni sulla rivista Cinema, diretta da Luciano De Feo; nel dopoguerra divenne il direttore della rivista Cine Illustrato e di Sogno.
Inizia l'attività di attore interpretando dalla seconda metà degli anni quaranta alcuni fotoromanzi pubblicati nella rivista I Romanzi di Sogno (allegata a Sogno) e lavorando spesso con Achille Togliani e Sophia Loren, tra cui Amore di principessa con l'attrice Rosanna Galli e con Franco Andrei, Principessa in esilio (1951) e Prigioniera di un sogno (1952, di cui è anche autore della sceneggiatura), questi ultimi due con Sophia Loren, raggiungendo la notorietà; appare anche in Lo sceicco bianco di Federico Fellini interpretando se stesso.
Passa al cinema nel 1949 in Patto col diavolo di Luigi Chiarini, interpretando uno scrittore; l'anno successivo è un soldato americano nel film Napoli milionaria di Eduardo De Filippo.
Nel 1951 fa parte di  Anna di Alberto Lattuada nella parte di Giorgio. Sempre nel 1951 interpreta il marito di Sophia Loren in Il mago per forza.
Gli ultimi film in cui appare sono Bellezze in moto-scooter di Carlo Campogalliani del 1957 e Una moglie americana del 1965.

## Filmografia parziale
- Patto col diavolo, regia di Luigi Chiarini (1949)
- Il richiamo nella tempesta, regia di Oreste Palella (1950)
- Napoli milionaria, regia di Oreste Palella (1950)
- Amore di Norma, regia di Giuseppe Di Martino (1951)
- Anna, regia di Alberto Lattuada (1951)
- Quattro rose rosse, regia di Nunzio Malasomma (1951)
- Il mago per forza, regia di Marino Girolami, Marcello Marchesi e Vittorio Metz (1951)
- Altri tempi - Zibaldone n. 1, regia di Alessandro Blasetti (1952)
- Lo sceicco bianco, regia di Federico Fellini (1952)
- When in Rome, regia di Clarence Brown (1952)
- Ulisse, regia di Mario Camerini ([954)
- Beatrice Cenci, regia di Riccardo Freda (1956)
- Bellezze in moto-scooter, regia di Carlo Campogalliani (1957)
- Una moglie americana, regia di Gian Luigi Polidoro (1965)

## Televisione
- Spettacolo fuori programma, di Cesare Meano, regia di Guglielmo Morandi trasmessa il 17 dicembre 1954.